# Resolution 151 des UN-Sicherheitsrates
Die Resolution 151 des UN-Sicherheitsrates ist eine Resolution, die der Sicherheitsrat der Vereinten Nationen in der 891. Sitzung am 23. August 1960 einstimmig beschloss. Sie beschäftigte sich mit der Aufnahme des Tschad als neues Mitglied in die Vereinten Nationen.

## Hintergrund
Frankreich löste am 28. September 1958 die Kolonie Französisch-Äquatorialafrika auf. Der Tschad wurde ebenso wie die anderen Teile der wie Gabun, Kongo (Brazzaville), und die Zentralafrikanische Republik am 28. November 1958 „autonome Mitglieder“ der „Französischen Gemeinschaft“. Am 11. August 1960 wurde der Tschad unter seinem ersten Präsidenten François Tombalbaye formal unabhängig.

## Inhalt
Der Sicherheitsrat gab bekannt, dass er die Aufnahme des Tschad als neues Mitglied der Vereinten Nationen geprüft hat und empfahl der UN-Generalversammlung einer Aufnahme zuzustimmen.

## Beitritt
Der Tschad trat den Vereinten Nationen am 20. September 1960 bei.